# Фрегати типу «Нітерой»

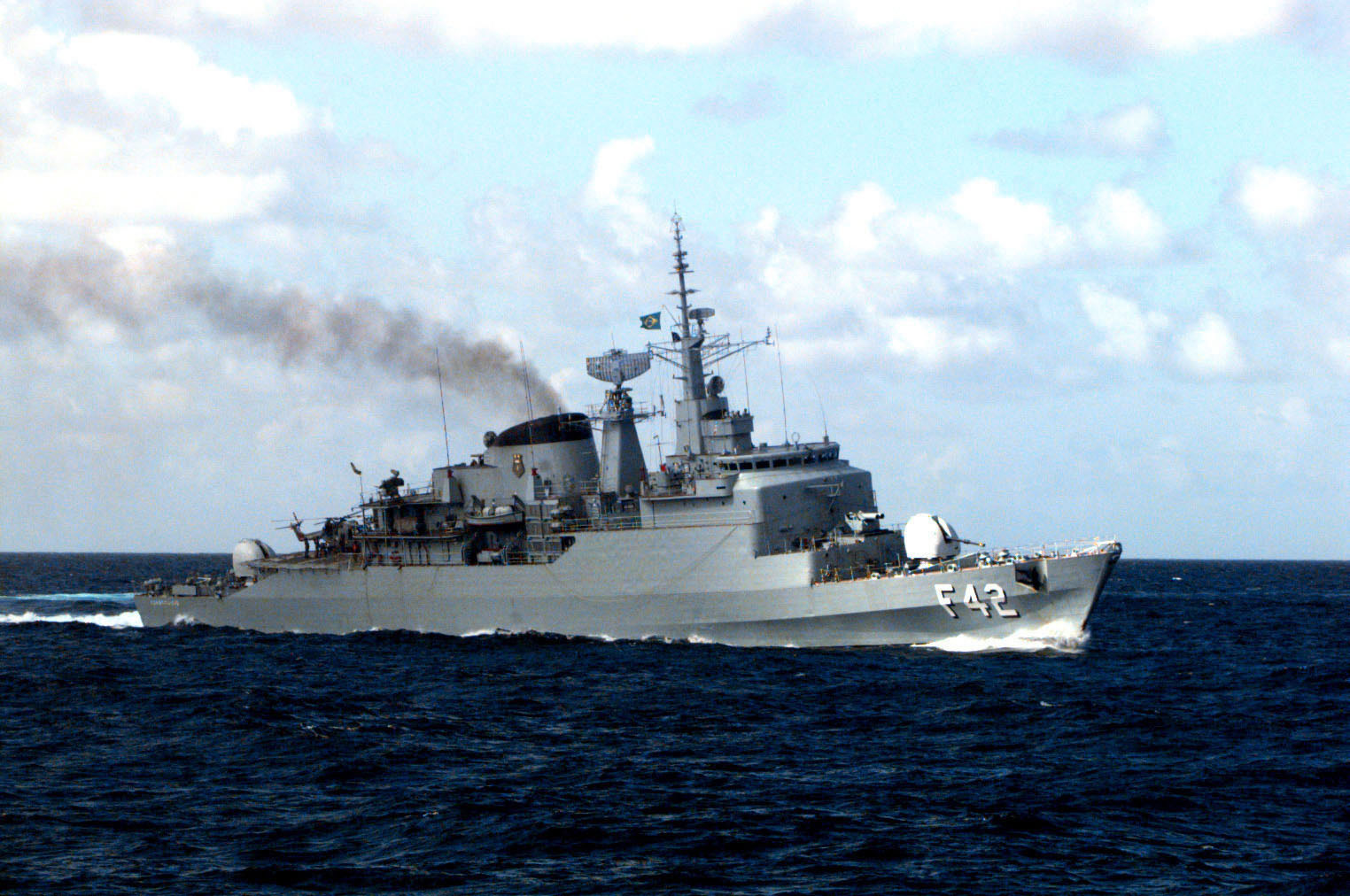
Constituicao (F 42) — один з фрегатів типу «Нітерой» (конфігурація для загального призначення)

Кораблі типу «Нітерой» — серія фрегатів військово-морських сил Бразилії.

## Історія
Тип «Нітерой» був спроектований і побудований британською корабельнею «Воспер Торнікрофт» у 1970-х роках. Ці фрегати отримали позначення Mk 10 і є найбільшою серією кораблів, побудованих на цій верфі як для іноземних покупців, так і для Королівського флоту.
Усі кораблі були суттєво модернізовані між 1996 та 2005 роками у рамках програми «ModFrag». Прогнозоване завершення проекту було 2001 року, але через брак коштів та морські випробування для перевірки нового програмного забезпечення вся програма модернізації затягнулася до 2005 року.
Всього було побудовано шість кораблів. Два з призначених для боротьби із підводними човнами та обидва фрегати у варіанті загального призначення були побудовані в Англії. Решта — два кораблі у протичовновій конфігурації були побудовані в Арсеналі да Маріньї в Ріо-де-Жанейро за сприяння «Воспер Торнікрофт». На протичовнових кораблях було встановлено ракетно-пусковий комплекс Ikara, розташований на кормі позаду вертолітного майданчику. Ці установки демонтували в рамках програми модернізації. Кораблі загального призначення мали на цьому місці другу 114-міліметрову артилерійську установку. Сьомий корабель був побудований як основний навчальний для флоту. Він ідентичний іншим кораблям типу, але не несе озброєння та засобів виявлення.

## Кораблі типу
| Номер вимпела | Ім'я          | Тип                           | Будівник                           | Закладений           | Спушено на воду      | Введено в експлуатацію | Зняття з експлуатації / статус |
| ------------- | ------------- | ----------------------------- | ---------------------------------- | -------------------- | -------------------- | ---------------------- | ------------------------------ |
| F40           | Niterói       | Боротьба з підводними човнами | Воспер Торнікрофт                  | 8 червня 1972 року   | 8 лютого 1974 року   | 20 листопада 1976 року | 28 червня 2019 року            |
| F41           | Дефенсора     | Боротьба з підводними човнами | Воспер Торнікрофт                  | 14 грудня 1972 року  | 27 березня 1975 року | 3 березня 1977 року    | На службі                      |
| F42           | Constituição  | Загального призначення        | Воспер Торнікрофт                  | 13 березня 1974 року | 15 квітня 1976 року  | 31 березня 1978 року   | На службі                      |
| F43           | Liberal       | Загального призначення        | Воспер Торнікрофт                  | 2 травня 1975 року   | 7 лютого 1977 року   | 18 листопада 1978 року | На службі                      |
| F44           | Independência | Боротьба з підводними човнами | Арсенал де Марінья, Ріо-де-Жанейро | 11 червня 1972 року  | 2 вересня 1974 року  | 3 вересня 1979 року    | На службі                      |
| F45           | União         | Боротьба з підводними човнами | Арсенал де Марінья, Ріо-де-Жанейро | 11 червня 1972 року  | 14 березня 1975 року | 12 вересня 1980 року   | На службі                      |
| U27           | Brasil        | Навчальний                    | Арсенал де Марінья, Ріо-де-Жанейро | 18 вересня 1981 р.   | 2 вересня 1983 р.    | 21 серпня 1986 р.      | На службі                      |